# اچ‌ام‌اس کورنوال (اف۹۹)
اچ‌ام‌اس کورنوال (اف۹۹) (به انگلیسی: HMS Cornwall (F99)) یک کشتی است که طول آن 148.1 m (486 ft 9 in) می‌باشد. این کشتی در سال ۱۹۸۵ ساخته شد.